# ラブ・レター (小説)
『ラブ・レター』は、浅田次郎による日本の短編小説。『オール讀物』（文藝春秋）にて1996年3月号に掲載され、1997年4月に集英社から刊行された短編集『鉄道員』（ぽっぽや）に収録された。
何度か映画化・テレビドラマ化・舞台化されており、本項ではその映画版やドラマ版・舞台版についても記述する。

## 映画

### 1998年・日本
1998年5月23日公開。配給は松竹。
松竹は同じように狙っていた『鉄道員』の映画化権を東映に取られたため、同じ短編集に収録されていた本作を東映の『鉄道員』より先に映画化してやれ、と慌てて本作を製作した。結果的に浅田次郎の初の映画化作品になった。

#### キャスト
- 高野吾郎 - 中井貴一
- 康白蘭 - 耿忠
- 中山サトシ - 山本太郎
- 佐竹義則 - 根津甚八
- 穴吹樟雄 - 大地康雄
- 醍醐ミサオ - 倍賞美津子
- 伊藤常夫 - 柄本明
- 質屋の亭主 - 名古屋章
- 警官 - 佐藤B作、大杉漣
- 吾郎の兄 - 平田満
- 偽ダイヤモンドをセールスする女 - 洞口依子
- 火葬場職員 - 笹野高史
- スナックのマスター - 浦田賢一
- 光岡優
- 内田春菊
- 李媛
- 六平直政
- でんでん
- 諏訪太郎
- 真実一路

#### スタッフ
- 監督 - 森﨑東
- 企画 - 鍋島壽夫
- 製作 - 八木ヶ谷昭次、石川富康
- プロデューサー - 田沢連二、中島芳人
- 脚色 - 中島丈博、森﨑東
- 原作 - 浅田次郎
- 撮影 - 浜田毅
- 音楽 - 松村禎三

## テレビドラマ
2003年6月18日の20:54 - 23:18に、テレビ東京系列のスペシャルドラマとして放送された。BSでは、BSジャパンにて2003年06月22日の21:00 - 23:30に放送。
千葉県千倉町、北海道美瑛町でのロケを敢行。文化庁芸術祭参加作品、第21回ATP賞優秀賞受賞。
同局における浅田次郎原作、西田敏行主演のドラマは、本作品までに3作品（『月島慕情』『角筈にて』『天国までの百マイル』）あった。

### あらすじ
虚偽のセクハラ疑惑で大手企業をリストラされた男・高野吾郎（西田敏行）が 新宿・歌舞伎町の片隅のゲームセンターで働いている。そんなある日、その吾郎のもとへ「死亡通知書」が届く。死んだのは、妻・高野白蘭。1年前に偽装結婚した、顔さえ知らない中国人売春婦だった。戸籍を売った暴力団・佐竹興業の佐竹（柄本明）に相談を持ち込んだ吾郎は、“白蘭の残した手紙”を差し出される。
その手紙を握り、吾郎は、佐竹の部下・サトシ（金子賢）とともに、未だ見ぬ妻の遺体を引き取りに房総・千倉を目指す。ところが、そこで垣間見たのは、「外国人売春婦の死などゴミ同然」というこの国の現実だった。
吾郎は、エリートから転がり落ちた自分、友を失望させた自分、最愛の妻を裏切った自分、そして戸籍を売り、外国人労働者を食い物にする連中に手を貸してしまった自分にと、様々な感情が胸に去来し、やり切れなくなる。

### キャスト
- 高野吾郎 - 西田敏行
- 高野白蘭 - ペース・ウー
- 佐竹 - 柄本明
- サトシ - 金子賢
- 余貴美子
- 原田竜太郎 - いかりや長介
- 小野武彦
- 西田健
- 渡辺哲
- 田中要次
- あめくみちこ
- 築山万有美 ほか

### スタッフ
- 脚本 - 金子成人
- 監督 - 石橋冠
- プロデューサー - 小川治、森下和清、沼田通嗣
- 制作会社 - テレパック、テレビ東京

## 舞台
2004年に舞台化、2006年に再演。脚本・演出は新藤兼人、出演は吉本多香美、金子昇、佐野瑞樹、滝田裕介ら。以降も様々な劇団で公演にされた。また、2013年には音楽座ミュージカルとしてミュージカル化された。

## ラジオドラマ
1997年10月17日、『浅田次郎ワールド・鉄道員「ラブ・レター」』のタイトルで文化放送にてラジオドラマ化された。キャストは下條アトム、菅野美穂、松田洋治ほか。
平成10年日本民間放送連盟賞 番組部門（ラジオ娯楽）優秀賞 受賞作品。